# Будинок електростанції (Лівадія)
Будинок електростанції в Лівадії — пам'ятка промислової архітектури місцевого значення початку XX століття у ЛівадіЇ, знаходиться за адресою Батурина, 4. Частина комплексу господарських будівель Лівадійського палацу. Будувався з 1910 до 1911 року. Нині після реконструкції це Лівадійський органний зал.

## Історія
Поруч із будівництвом Лівадійського палацу (1910—1911 роки) велася робота з будівництва електростанції, що у результаті постачала електроенергією територію всієї тогочасної Лівадії.
Проектування проводив придворний архітектор Гліб Гущин, будова була створена методом ковзної опалубки. У 1927 році обладнання електростанції було демонтовано, приміщення перетворилося на загальну їдальню та будинок культури відпочинку. 1945 року під час Ялтинської конференції часткові функції електростанції відновлено. У 1945—1947 роках тут розташовувався табір для військовополонених, будівля була передана під майстерні, склади, їдальні тощо. До кінця 1980-х років будівля знаходилася в занедбаному стані .

## Органний зал
У 1998 році завдяки добрій акустичній системі після проведення реконструкції та ремонтних робіт будівля електростанції використовується як Лівадійський органний зал. Під час реконструкції в 1998 була зроблена велика за обсягом робота з відновлення зруйнованих частин будівлі, а також були додані нові декоративні елементи, які змінили зовнішній вигляд самої будівлі. Спеціально для розміщення органу було прибудовано додаткове приміщення. Заново створений інтер'єр включив ліплення, яке складається з десятка тисяч елементів і сотні квадратних метрів кольорових вітражів. У результаті проведених робіт будівля перетворилася на архітектурний ансамбль.